# Menjangan
Menjangan (Balinees voor 'hert') is een klein eilandje gelegen ten noordwesten van Bali in Indonesië dat vooral bekend is als  duikgebied. 